# Philippe Sandler
Philippe Sandler (Amsterdam, 10 februari 1997) is een Nederlands voetballer die bij voorkeur als verdediger speelt. Hij debuteerde in augustus 2016 in het betaald voetbal in het shirt van PEC Zwolle. In augustus 2022 tekende hij een contract voor drie jaar bij N.E.C.

## Carrière

### PEC Zwolle
Sandler speelde in de jeugd voor AFC uit Amsterdam, vanuit die club kwam hij in de jeugdopleiding van AFC Ajax terecht. Hier verbleef hij tot de zomer van 2016. Op 17 juni 2016 werd bekendgemaakt dat hij een driejarig contract heeft ondertekend bij PEC Zwolle. Op 13 augustus 2016 maakte hij zijn debuut in de thuiswedstrijd tegen Sparta Rotterdam (0–3). In de 67e minuut viel hij in voor Ryan Thomas. Hij speelde twee seizoenen voor PEC en kwam tot 33 wedstrijden en één goal.

### Manchester City
In januari 2018 tekende hij een contract bij de Engelse topclub Manchester City FC. Op 6 januari 2019 maakte hij zijn debuut voor de club in een FA-Cup wedstrijd tegen Rotherham United. Zijn tweede en laatste wedstrijd voor Manchester City volgde een paar weken later op 23 januari 2019 in de return van de halve finale van de League Cup. De eerste wedstrijd was al met 9-0 gewonnen, waarna in de return andere spelers de kans kregen. In juli 2019 werd Sandler verhuurd door Manchester City aan het Belgische RSC Anderlecht, waar hij herenigd zou worden met Vincent Kompany. Kompany was zijn teamgenoot bij Manchester City en is bij Anderlecht manager-coach geworden. Sandler keerde na afloop van zijn verhuurperiode bij RSC Anderlecht terug bij Manchester City. In de eerste seizoenshelft van het seizoen 2021/22 speelde Sandler op huurbasis voor Troyes in Frankrijk. Ook daar speelde hij slechts twee wedstrijden.

### Feyenoord
Op 1 februari kondigde Feyenoord officieel de komst van Sandler aan, die transfervrij overkwam van Manchester City. Bij Feyenoord kwam hij in twee competitiewedstrijden in actie. Hij zat op de bank tijdens de verloren finale om de UEFA Europa Conference League 2022. Eind mei 2022 lichtte Feyenoord de optie niet om hem nog een seizoen vast te leggen.

### N.E.C.
Op 11 augustus 2022 kondigde N.E.C. aan dat Sandler een contract voor drie seizoenen had getekend. Hij zou in Nijmegen de concurrentiestrijd aangaan met Iván Márquez en Joris Kramer, maar had eerst een aantal maanden nodig om wedstrijdfit te geraken. Op 19 oktober maakte hij zijn debuut in de KNVB Beker tegen Fortuna Sittard (3-2 overwinning). Hij begon in de basis en werd na 36 minuten, zoals vooraf afgesproken, gewisseld voor Ilias Bronkhorst. Op 23 oktober maakte hij in zijn competitiedebuut als invaller zijn eerste goal voor N.E.C. in de 3-3 tegen Go Ahead Eagles. Vanaf dat moment was hij basisspeler en leek hij de concurrentiestrijd gewonnen te hebben van Kramer. Toch bleef hij blessuregevoelig. Hij speelde slechts tien keer negentig minuten in zijn eerste seizoen en werd vaak uit voorzorg eerder eraf gehaald.
Hij miste de voorbereiding op het seizoen 2023/24 en miste vier van de eerste vijf wedstrijden van het seizoen. Bij zijn terugkomst werd zijn speeltijd langzaam opgebouwd, maar hij bleef na maximaal 75 minuten gewisseld worden. Vanaf eind november was hij weer hersteld van een knieblessure en vanaf dat moment begon N.E.C. aan een sterke reeks, waarin het in drie maanden alleen van AFC Ajax verloor. Op 21 februari stond hij in de bekerfinale tegen Feyenoord, dat met 0-1 won. Op 30 augustus verlengde hij zijn aflopende contract met vier seizoenen, tot de zomer van 2029. Op 3 november was hij in een 6-0 overwinning op FC Groningen voor het eerst aanvoerder van N.E.C. 
Op 9 augustus 2025 speelde hij voor het eerst sinds het seizoen 2017/18 de eerste wedstrijd van het seizoen. Een week later was hij tegen Heracles Almelo goed voor een goal en een assist in een 4-1 overwinning, waardoor N.E.C. na twee speelrondes eerste stond in de Eredivisie. 

## Clubstatistieken
| Seizoen | Club             | Competitie     | Competitie | Competitie | Beker | Beker | Overig | Overig | Totaal | Totaal |
| Seizoen | Club             | Competitie     | Wed.       | Dlp.       | Wed.  | Dlp.  | Wed.   | Dlp.   | Wed.   | Dlp.   |
| ------- | ---------------- | -------------- | ---------- | ---------- | ----- | ----- | ------ | ------ | ------ | ------ |
| 2016/17 | PEC Zwolle       | Eredivisie     | 7          | 0          | 0     | 0     | —      | —      | 7      | 0      |
| 2017/18 | PEC Zwolle       | Eredivisie     | 23         | 0          | 3     | 1     | —      | —      | 26     | 1      |
| 2018/19 | Manchester City  | Premier League | 0          | 0          | 2     | 0     | —      | —      | 2      | 0      |
| 2019/20 | → RSC Anderlecht | Eerste klasse  | 9          | 0          | 2     | 0     | —      | —      | 11     | 0      |
| 2020/21 | Manchester City  | Premier League | 0          | 0          | 0     | 0     | —      | —      | 0      | 0      |
| 2021/22 | → Troyes AC      | Ligue 1        | 2          | 0          | 0     | 0     | —      | —      | 2      | 0      |
| 2021/22 | Feyenoord        | Eredivisie     | 2          | 0          | 0     | 0     | —      | —      | 2      | 0      |
| 2022/23 | N.E.C.           | Eredivisie     | 21         | 1          | 2     | 0     | —      | —      | 23     | 1      |
| 2023/24 | N.E.C.           | Eredivisie     | 24         | 0          | 4     | 0     | —      | —      | 28     | 0      |
| 2024/25 | N.E.C.           | Eredivisie     | 19         | 0          | 1     | 0     | 1      | 0      | 21     | 0      |
| 2025/26 | N.E.C.           | Eredivisie     | 2          | 1          | 0     | 0     | 0      | 0      | 2      | 1      |
| TOTAAL  | TOTAAL           | TOTAAL         | 109        | 2          | 14    | 1     | 1      | 0      | 124    | 3      |

Bijgewerkt t/m 20 augustus 2025.